# Sven Romanus
Sven Einar Romanus, född 19 januari 1906 i Karlstad, Värmlands län, död 30 april 2005 i Högalids församling, Stockholm, var en svensk ämbetsman och statsråd.

## Biografi
Sven Romanus blev juris kandidat vid Stockholms högskola 1929, varefter han tjänstgjorde som extraordinarie notarie vid Svea hovrätt i tio år. 1944 utsågs han till byråchef i lagärenden vid justitiedepartementet, och 1946 till hovrättsråd. Åren 1947–1950 var han ledamot av lagberedningen. Från 1951 till 1973 var han justitieråd.
Under 1930-talet till 1950-talet hade Romanus flera uppdrag, som till exempel notarie och sekreterare i riksdagsutskottet, suppleant i arbetsdomstolen, sekreterare i 1941 års befolkningsutredning, parlamentsundersökningskommissionen 1945–1947, 1948–1949 ställföreträdande justitieombudsman, vice ordförande och därefter ordförande i Pressens opinionsnämnd och ledamot i ungdomsfängelsenämnden.
Romanus var ordförande i HD 1969–1973 och justitieminister (partipolitiskt obunden) 1976–1979 i Thorbjörn Fälldins borgerliga trepartiregering och i Ola Ullstens folkpartiregering.
Han var son till lektor Anton Romanus och Reidunn Lindboe samt bror till Ragnar Romanus. Han gifte sig 1932 med Alfhild Sandfærhus från Norge (1909–1996). Makarna Romanus är gravsatta i Högalids kolumbarium i Stockholm.

## Utmärkelser
- Kommendör med stora korset av Nordstjärneorden, 6 juni 1961.[5]
- Serafimermedaljen, 1980.